# 太田峰三郎
太田 峰三郎（おおた みねさぶろう、文久3年2月23日（1863年4月10日） - 大正3年（1914年）4月6日）は、明治時代の官僚。福岡藩出身。貴族院書記官長などを務めた。位階および勲等は正三位・勲一等。

## 経歴
福岡藩士・太田來作の三男として生まれる。明治21年（1888年）、東京帝国大学法科卒業後、判事試補、法制局参事官補になる。明治22年（1889年）に欧米諸国を視察して、翌年帰国すると新設された貴族院書記官に任じられる。明治31年（1898年）6月に農商務省に転じて農務局長に任じられるが、9月には今度は行政裁判所評定官に転じ、更に同年11月18日に貴族院書記官長を兼ねた。従三位勲一等に叙され、明治44年（1911年）7月1日以降は書紀官長専任となる。帝国議会成立期から議院の業務に関わり、林田亀太郎と並ぶ議院法の権威・双璧と称された。大正3年（1914年）2月、病気療養中に無理を押して予算案審議のために登院したところ病状が悪化し、4月6日に在職のまま死去した。享年54。墓所は雑司ヶ谷霊園。

## 家族
- 父・太田来作 ‐ 福岡藩士。赤間村副戸長[1][2]。
- 兄・太田来一[1]
- 長男・太田広太郎 ‐ 理学士。旭硝子試験所技師。京都帝国大学理工科大学純正化学科卒。岳父に平井政遒。相婿に今村明光。娘婿に久須美康馬[3]。
- 長女・梅子 ‐ 藤原松三郎の妻[4]

## 栄典・授章・授賞
位階
- 1891年（明治24年）11月28日 - 正七位[5]
- 1914年（大正3年）4月7日 - 正三位[6]

勲章等
- 1914年（大正3年）4月7日 - 勲一等瑞宝章[6]